# Арабська зима
Арабська зима — термін, що позначає відродження авторитаризму та ісламського екстремізму, що розвиваються в арабському світі після протестів Арабської весни. Терміном «арабська зима» позначають події у країнах Ліги арабських держав на Близькому Сході та в Північній Африці, включаючи громадянську війну в Сирії, Громадянську війну в Іраку та наступну Війну в Іраку, Єгипетську кризу, Першу і Другу громадянські війни у Лівії, а також громадянську війну в Ємені. Події, які називають арабською зимою, включають події в Єгипті, які призвели до відсторонення Мохамеда Мурсі та захоплення влади генералом Абдель Фаттахом ас-Сісі в результаті Військового перевороту в Єгипті 2013 року.

## Історія
Цей термін вперше був використаний китайським політологом Жаном Вейвеєм під час дебатів з американським політологом Френсісом Фукуямою 27 червня 2011 року. Фукуяма вважав, що рух арабської весни неминуче має поширитися на Китай, тоді як Жан Вейвей передбачив, що арабська весна незабаром перетвориться на арабську зиму.

## Міграційна криза

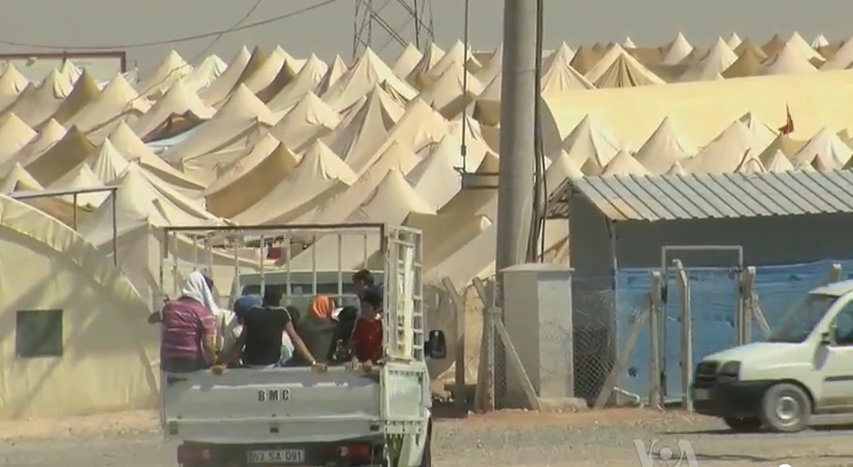
Табір сирійських біженців на кордоні з Туреччиною для переміщених осіб під час громадянської війни в Сирії (2012)

Політичні потрясіння та насильство на Близькому Сході та в Північній Африці призвели до Європейської міграційної кризи. Як наслідок, «люди на човнах», які колись зазвичай називали "В'єтнамськими людьми на човні, стали часто використовуватися, включаючи внутрішньо переміщених осіб, шукачів притулку та біженців, які раніше проживали в Лівії, Сирії, Іраку та Лівані, прямували до Європейського Союзу.
Спроби деяких жителів Лівії, Сирії й Тунісу знайти захист від насильства, перетнувши Середземне море, викликали страх серед європейських політиків і населення щодо біженців, що можуть «затопити» їхні береги. Це викликало шквал законодавчої діяльності та патрулювання акваторії для контролю прибуття.

## Дивитися також
- Громадянська війна в Сирії
- Опосередкований конфлікт між Іраном і Саудівською Аравією
- Арабська весна 2.0